# Намір!
«Намір!» — роман українського письменника Любка Дереша, вперше виданий 2006 року видавництвом «Дуліби». Пізніше видавався видавництвом Книжковий клуб «Клуб сімейного дозвілля» в 2008 та 2010[джерело?].

## Анотація
Петрик П'яточкін — пересічний школяр зі славетних Мідних Буків — нічим не відрізняється від свого бездуховного оточення, окрім… феноменальної пам'яті. Поступово ця незвичайна здібність змінює особистість Петра, його свідомість, уяву, волю. «Жорстокі забави тинейджерів» уже його не цікавлять, як і весь світ людей. Він прагне більшого: розсунути межі свого сприйняття і вийти за рамки так званої дійсності.

## Персонажі
Петрик П'яточкін
Гоца Драла
Юрій Гагарін
КорицяДівчина, яка допомагала головному герою прийти до тями, після того, як він знепритомнів. Перед цим відпочивала в компанії своїх друзів, які співали пісень під гітару. Справжнє ім'я залишилося невідомим, як і зовнішній вигляд. Про цього персонажа ми дізнаємося винятково з опису відчуттів і переживань головного героя.Її звали Кориця. Як ніжно, правда? Сам придумав, тільки-но відкрив очі. Кориця — сирники з ваніллю. Кориця — кава з кардамоном. Така солодка дівчинка на ім'я Кориця. І хоча дозволяти їй привести себе до тями безперспективно в плані знайомств, перед натиском долі я виявився безсилий. І так опинився на руках у Кориці. Там було тепло і затишно. Якби вона ще могла мене заколисати, я був би на восьмому небі від спокою (сім — число лідерства та екстазу, вісім — спокою та гармонії). Я милуюся її вологими губками, Кориця щось говорить.
Незважаючи на те, що вона припала до вподоби головному героєві, дівчина заледве виявила до нього, якусь цікавість. Їх зустріч була випадковою та скороминучою.
Оля Вишенька
Однокласниця та романтичний ідеал головного героя. Тривалий час головний герой не наважувався запронувати їй зайнятись сексом. А після того, як досить невдало наполіг на цьому їх стосунки розділились на «до» і «після». Дівчина хотіла спробувати примиритись і почати все спочатку, проте практично стала свідком зради головного героя з Мар'яшкою, після чого їх стосункам остаточно прийшов кінець.
Мар'яшка
Девятикласниця, яку «склеїв» головний герой, щоб: захиститися від наступу чогось невблаганного:, або просто намагався забути про невдачу з Олею Вишенькою. Оскільки скоріш за все вона була ще цнотливою, то вони обмежились з нею «глибоким петтинґом з еякуляцією». Після чого герой картав себе, що скористався її недосвідченістю для задоволення власних бажань.
НадяДівчина з якою головний герой очевидно став чоловіком. Розійшовся з нею через два тижні через те, що вони не зійшлись характерами.
Галька
Одна з дівчат (чи то пак жінка) з якою головний герой зустрічався в шкільні роки. Була від нього на сім років старша, тож набагато «легша на перед». Намагалася обдурити головного героя заявивши, що вагітна. Однак даний обман був розкритий її сорокарічним хахалем, який в чоловічій розмові повідомив герою, що насправді вона стерильна і не може мати дітей. Відтак під страхом фізичної розправи від хахаля та через обман збоку самої Гальки стосунки між нею та головним героєм — також були розірвані.

## Екранізація
За мотивами роману знімається короткометражний однойменний фільм Анни Смолій. Фільм повністю профінансований Держкіно бюджетом у 950 тис. гривень.

## Філософія
Деякі дослідники вважають що основою роману є філософія Артура Шопенгауера, викладена в його праці Світ як воля та уявлення.